# Flor de calabaza rellena
La flor de calabaza rellena (en turco, Kabak çiçeği dolması; en griego κολοκυθοανθοί Kolokythoanthoi) es un plato estilo dolma (rellenos) de las cocinas turca, griega, y chipriota hecho con flores de calabaza. Generalmente se usan las flores macho, ya que las flores hembra son las que se desarrollan hasta formar los frutos. Su origen se remonta a la alimentación del Imperio otomano. 
El relleno varía de una región a otra, y suele incluir algún tipo de queso blando, como ricotta. En Turquía a veces se denomina Çiçek dolması ('flores rellenas') y el relleno suele contener arroz, cebolla, perejil, aceite de oliva, melaza de granada y especias. En Grecia también se conoce como kupepia me anthus y a veces incluye ajo y queso feta. En Chipre, tanto los turcochipriotas como los grecochipriotas lo cocinan de forma similar. También hay recetas dulces, que se rellenan con queso crema, nueces y miel, y se sirve como postre. Las flores se vacían de filamentos, se rellenan y se cuecen a fuego lento.
Es un plato especialmente típico en la isla de Creta, y fueron los inmigrantes turcocretenses quienes la llevaron a la región turca del Egeo tras el intercambio de poblaciones entre ambos países.